# Eridacnis barbouri
El tollo coludo cubano (Eridacnis barbouri) es una especie de elasmobranquio carcarriniforme de la familia Proscylliidae.